# Langolen
Langolen ist eine französische Gemeinde im Westen der Bretagne mit 839 Einwohnern (Stand 1. Januar 2022). Sie liegt im Département Finistère im Tal des Odet.
Quimper liegt 16 Kilometer südwestlich, Brest 54 Kilometer nordwestlich und Paris etwa 470 Kilometer östlich. 

## Verkehr
Bei Quimper und Briec liegen Abfahrten der Schnellstraße E 60 (Nantes-Brest) und u. a. in Quimper, Rosporden und Châteaulin gibt es Regionalbahnhöfe. 
Bei Brest und Lorient befinden sich Regionalflughäfen.

## Bevölkerungsentwicklung
| Jahr                       | 1962 | 1968 | 1975 | 1982 | 1990 | 1999 | 2010 | 2017 |
| Einwohner                  | 833  | 773  | 692  | 641  | 648  | 684  | 881  | 876  |
| Quellen: Cassini und INSEE |      |      |      |      |      |      |      |      |

## Sehenswürdigkeiten
- Kirche Saint-Gunthiern
- Château de Trohanet

Siehe auch: Liste der Monuments historiques in Langolen
|  |  |